# Europäisches Olympisches Winter-Jugendfestival 2023/Eiskunstlauf
Beim Europäischen Olympischen Winter-Jugendfestival 2023 wurden zwei Einzel-Wettbewerbe im Eiskunstlauf im Palaghiaccio Claudio Vuerich in Pontebba ausgetragen.

## Bilanz

### Medaillenspiegel
| Platz  | Land     | Gold | Silber | Bronze | Gesamt |
| ------ | -------- | ---- | ------ | ------ | ------ |
| 1      | Israel   | 1    | –      | –      | 1      |
| 1      | Finnland | 1    | –      | –      | 1      |
| 3      | Georgien | –    | 1      | –      | 1      |
| 3      | Italien  | –    | 1      | –      | 1      |
| 5      | Schweiz  | –    | –      | 1      | 1      |
| 5      | Polen    | –    | –      | 1      | 1      |
| Gesamt | Gesamt   | 2    | 2      | 2      | 6      |

### Medaillengewinner
| Disziplin      | Gold          | Silber                   | Bronze         |
| -------------- | ------------- | ------------------------ | -------------- |
| Jungen Einzel  | Nikita Sheiko | Konstantin Supataschwili | Naoki Rossi    |
| Mädchen Einzel | Iida Karhunen | Anna Pezzetta            | Noelle Streuli |

## Jungen
| Platz | Land | Sportler                 | KP    | Kür    | Gesamt |
| ----- | ---- | ------------------------ | ----- | ------ | ------ |
| 1     | ISR  | Nikita Sheiko            | 67,69 | 123,29 | 190,98 |
| 2     | GEO  | Konstantin Supataschwili | 65,12 | 123,88 | 189,00 |
| 3     | SUI  | Naoki Rossi              | 68,88 | 116,63 | 185,51 |
| 4     | ARM  | Semjon Daniljanz         | 67,90 | 113,89 | 181,79 |
| 5     | GER  | Hugo Herrmann            | 61,02 | 119,82 | 180,84 |

## Mädchen
| Platz | Land | Sportler          | KP    | Kür    | Gesamt |
| ----- | ---- | ----------------- | ----- | ------ | ------ |
| 1     | FIN  | Iida Karhunen     | 57,37 | 114,42 | 171,79 |
| 2     | ITA  | Anna Pezzetta     | 56,28 | 111,68 | 167,96 |
| 3     | POL  | Noelle Streuli    | 53,67 | 108,67 | 162,34 |
| 4     | GER  | Olesya Ray        | 54,36 | 96,11  | 150,47 |
| 5     | LAT  | Nikola Fomčenkova | 44,58 | 98,98  | 143,56 |